# Juste la fin du monde
Juste la fin du monde (bra: É Apenas o Fim do Mundo; prt: Tão Só o Fim do Mundo) é um filme de drama franco-canadense dirigido e escrito por Xavier Dolan, baseado no romance homônimo de Jean-Luc Lagarce. É sobre um jovem dramaturgo que se reúne com sua família após uma ausência de 12 anos para informá-los que vai morrer. Estrelado por Gaspard Ulliel, Nathalie Baye, Marion Cotillard, Léa Seydoux e Vincent Cassel, foi selecionado como representante do Canadá ao Oscar de melhor filme estrangeiro na edição de 2017. No Brasil, foi apresentado no Festival Mix Brasil 2016.

## Elenco
- Nathalie Baye - Martine
- Vincent Cassel - Antoine
- Marion Cotillard - Catherine
- Léa Seydoux - Suzanne
- Gaspard Ulliel - Louis

## Recepção
No AlloCiné, um site de cinema francês, deu ao filme uma média de 3,2 / 5, com base em uma pesquisa de 44 críticas francesas. No agregador de críticas Rotten Tomatoes, o filme tem 44% de aprovação com base em 82 comentários dos críticos. O consenso crítico do site diz: "It's Only the End of the World é abastecido com talento e possui uma história mergulhada em conflito, mas o resultado final prova uma falha de ignição decepcionante do roteirista e diretor Xavier Dolan". No Metacritic, que atribui uma classificação de 100 às resenhas dos críticos convencionais, o filme recebeu uma pontuação de 48, com base em 11 resenhas, indicando "resenhas mistas ou médias".